# Dreiecksgeschichte
Als Dreiecksgeschichte wird die literarische oder filmische Darstellung einer Dreiecksbeziehung bezeichnet.

## Dreiecksgeschichten in Film und Literatur
In der klassischen Literatur beschreiben Dreiecksgeschichten oft die Beziehung eines Mannes zu zwei Frauen, während die umgekehrte Konstellation seltener ist. Vereinzelt ist auch die Beziehung dreier Männer oder dreier Frauen das Thema, wofür der Roman Billy Budd ein bekanntes Beispiel darstellt (Findling Billy, Kapitän Verde und der Verbrecher Claggart).
Im Regelfall – im Film fast immer – beschreiben Dreiecksgeschichten eine Liebesbeziehung (Frau-Ehemann-Geliebter oder vice versa), die mit dem Themenkreis Untreue und Eifersucht, Entscheidungsnot oder Verzicht, bisweilen auch Mord verknüpft ist. Manche Romanvorlagen sind gestörte Freundschaften zwischen Künstlern (z. B. Goethe, Hans von Bülow / Richard Wagner, Clara Schumann / Brahms). Vereinzelt kennt die Literatur jedoch auch platonische Dreiecksbeziehungen (z. B. im religiösen Bereich oder die langjährige Doppelliebe Friedrich Schillers zu den Schwestern Caroline und Charlotte von Lengefeld).
Ein weiteres häufiges Sujet sind Beziehungskonflikte zwischen den Generationen, meist im Personendreieck Sohn-Mutter-Schwiegertochter. Die meisten dieser Geschichten spielen im heterosexuellen Milieu; ein Beispiel für die Darstellung gleichgeschlechtlicher Liebe ist der Film Abschiedsblicke (1986).
Eine Reihe von Kabarett- oder Filmserien kennt auch die Kombination eines festen Paares – eines sogenannten Leinwandpaares – mit einem dritten Hauptdarsteller (bzw. Darstellerin). Bekannt wurde hier u. a. das Komiker-Terzett Dorothy Lamour, Bob Hope und Bing Crosby.

## Einige bekannte Dreiecksgeschichten

### In der Literatur
- Mann und zwei Frauen: Herzmäre (13. Jahrhundert), Endymion (Antike) bzw. Endimione (Opernlibretto von Pietro Metastasio 1721, vertont u. a. von Johann Christian Bach 1772), Ein Walzertraum (Dörmann/Jacobson, Oscar Straus 1907), Waiting (Ha Jin 1992), Elisabeth (Michael Kunze 1992, auch Thema Tod), ...
- Frau und zwei Männer: Artus-Legende (15. Jh.), Die Prinzessin von Clèves (Marie-Madeleine de La Fayette 1678), Die Leiden des jungen Werthers (Johann Wolfgang von Goethe 1774), Mona Lisa (Opernlibretto von Beatrice Dovsky 1915), Der Ball des Comte d’Orgel (Raymond Radiguet 1920), Serenade zu dritt (Noel Coward / Ernst Lubitsch 1933), Dschungel im Sturm (1928/32), Wenn der Postmann zweimal klingelt (James M. Cain, 1934), Der stille Amerikaner (Graham Greene 1955), Nastanir (Rabindranath Thakur, verfilmt 1964 als Charulata – die einsame Frau), Die Brücke von Ambreville (Alain Leblanc, verfilmt 1999)

### Im Film
- Mann und zwei Frauen: Varieté (A. Dupont 1925), Ann Vickers (Sinclair Lewis 1933), Hemmungslose Liebe (mit Joan Crawford, 1947), Eine auswärtige Affäre (Billy Wilder 1948), Andaz, Sami Frey in César und Rosalie, Zwei Freundinnen (Claude Chabrol 1968), Mein Mann, mein Leben und du (Helmut Förnbacher 2003),
- Frau und zwei Männer: Die letzten Vier (Pilotendrama, 1932), Im Netz der Leidenschaften (Tay Garnett 1946), Daisy Kenyon (Otto Preminger 1947), Saadia (Albert Lewin 1953), West Side Story (1961), Dorothy Lamour mit wechselnden Partnern, Jeanne Moreau in Jules und Jim, Die Taxifahrerin (Jacques Bral 1980), Matador (P. Almodóvar 1986), Excalibur (John Boorman 1981), Ein Herz im Winter (Claude Sautet 1992), Obsession (Peter Sehr 1997), Das letzte Stück Himmel (Brüderproblem, 2007), Savages (O. Stone 2012) u. v. m.